# Amanda Augustus
| Posities op de WTA-ranglijst Positie per einde seizoen: \| jaar \| rang enkelspel \| rang dubbelspel \| \| ---- \| -------------- \| --------------- \| \| 1995 \| – \| 882 \| \| 1996 \| 898 \| 440 \| \| 1997 \| 706 \| 228 \| \| 1998 \| 738 \| 341 \| \| 1999 \| 716 \| 595 \| \| 2000 \| 374 \| 163 \| \| 2001 \| 392 \| 145 \| \| 2002 \| 536 \| 86 \| \| 2003 \| 540 \| 122 \| \| 2004 \| – \| 196 \| |                |                 |
| jaar | rang enkelspel | rang dubbelspel |
| 1995 | –              | 882             |
| 1996 | 898            | 440             |
| 1997 | 706            | 228             |
| 1998 | 738            | 341             |
| 1999 | 716            | 595             |
| 2000 | 374            | 163             |
| 2001 | 392            | 145             |
| 2002 | 536            | 86              |
| 2003 | 540            | 122             |
| 2004 | –              | 196             |

Amanda Augustus (Manhattan Beach, 19 januari 1978) is een tenniscoach en voormalig speelster uit de Verenigde Staten van Amerika. Augustus begon met tennis toen zij negen jaar oud was. Haar favoriete ondergrond is hardcourt. Zij speelt linkshandig. Zij was actief in het internationale tennis sinds 1994.
Tegelijkertijd studeerde Augustus aan de Californische universiteit van Berkeley (1995–1999), waar zij afstudeerde in economie en bedrijfskunde. Zij behaalde in haar studententijd enkele NCAA-dubbelspeltitels, en werd elk studiejaar ook uitgenodigd om deel te nemen aan het enkelspeltoernooi van de NCAA – in 1998 bereikte zij daar de kwartfinale. Zij werd beroepstennisspeelster in 1999 en beëindigde haar actieve loopbaan in 2005.

## Loopbaan

### Enkelspel
Augustus debuteerde in 1994 op het ITF-toernooi van Roanoke (VS). Haar beste resultaat op de ITF-toernooien is het bereiken van de halve finale in 2000 in Lachine (Canada). Op de WTA-toernooien bereikte zij nooit de hoofdtabel.

### Dubbelspel
Augustus behaalde in het dubbelspel betere resultaten dan in het enkelspel. Zij debuteerde in 1994 op het ITF-toernooi van Roanoke (VS), samen met landgenote Marissa Catlin. Zij stond in 1996 voor het eerst in een finale, op het ITF-toernooi van Lawrenceville (VS), samen met de Canadese Vanessa Webb – hier veroverde zij haar eerste titel, door het Amerikaanse duo Rebecca Jensen en Kristine Kurth  te verslaan. In totaal won zij achttien ITF-titels, de laatste in 2003 in Mexico-Stad (Mexico).
In 1998 had Augustus haar grandslamdebuut op het US Open samen met haar, in Australië geboren, Berkeley-maatje Amy Jensen. In 2000 speelde Augustus voor het eerst op een WTA-hoofdtoernooi, op het toernooi van Stanford, weer samen met Amy Jensen. Haar beste resultaat op de WTA-toernooien is het bereiken van de halve finale, eenmaal op het toernooi van Tasjkent 2001 samen met landgenote Jennifer Embry, andermaal op het toernooi van Canberra 2002 eveneens met Embry, en ten derde male op het toernooi van Stanford 2002 samen met landgenote Brie Rippner. In 2002 nam Augustus voor het eerst deel aan alle vier grandslamtoernooien in een jaar – zij bereikte de tweede ronde op Roland Garros en op het US Open, beide met Jennifer Embry. Haar hoogste notering op de WTA-ranglijst is de 82e plaats, die zij bereikte in november 2002.

### Na de actieve loopbaan
In 2004 werd Augustus tennistrainer, eerst bij het Whittier College en vervolgens op de universiteit van Michigan. Sinds 2007 is zij terug bij haar alma mater, maar dan als trainer en om haar MBA-diploma te behalen – het studiejaar 2019/2020 is haar dertiende seizoen als tennistrainer in Berkeley.

## Palmares

### WTA-finaleplaatsen
geen

### Gewonnen ITF-toernooien enkelspel
geen

### Gewonnen ITF-toernooien dubbelspel
| nr. | finale     | toernooi             | dotatie | ondergrond | partner                 | tegenstandsters in finale           | score         |
| --- | ---------- | -------------------- | ------- | ---------- | ----------------------- | ----------------------------------- | ------------- |
| 1.  | 1996-06-09 | Lawrenceville        | $10.000 | hardcourt  | Vanessa Webb            | Rebecca Jensen Kristine Kurth       | 7-6, 3-6, 6-4 |
| 2.  | 1996-06-30 | Mahwah               | $10.000 | hardcourt  | Vanessa Webb            | Jackie Moe Vickie Paynter           | 6-2, 6-4      |
| 3.  | 1998-06-28 | Springfield          | $10.000 | hardcourt  | Julie Scott             | Amanda Grahame Bryanne Stewart      | 6-0, 6-0      |
| 4.  | 1998-07-12 | Easton               | $10.000 | hardcourt  | Julie Scott             | Dawn Buth Stephanie Nickitas        | 6-2, 3-6, 6-1 |
| 5.  | 1999-08-08 | Harrisonburg         | $10.000 | hardcourt  | Amy Jensen              | Julie Ditty Wang I-ting             | 5-7, 6-3, 6-2 |
| 6.  | 2000-04-16 | La Cañada Flintridge | $25.000 | hardcourt  | Julie Scott             | Janet Lee Wynne Prakusya            | 6-3, 6-1      |
| 7.  | 2000-06-25 | Montreal             | $10.000 | hardcourt  | Amy Jensen              | Jennifer Embry Kristina Kraszewski  | 3-6, 7-5, 6-0 |
| 8.  | 2000-09-17 | Osaka                | $10.000 | hardcourt  | Amy Jensen              | Shiho Hisamatsu Jeon Mi-ra          | 6-3, 6-2      |
| 9.  | 2000-10-01 | Saga                 | $25.000 | gras       | Amy Jensen              | Nannie de Villiers Eva Krejčová     | 6-4, 6-3      |
| 10. | 2000-11-05 | Gold Coast           | $25.000 | hardcourt  | Amy Jensen              | Natalie Grandin Nicole Rencken      | 6-4, 6-3      |
| 11. | 2001-04-29 | Jackson              | $25.000 | gravel     | Irina Seljoetina        | Zuzana Lešenarová Nicole Melch      | 6-3, 6-3      |
| 12. | 2001-11-18 | Mexico-Stad          | $25.000 | hardcourt  | Jennifer Embry          | Kelly Liggan Renata Voráčová        | 7-6, 2-6, 7-6 |
| 13. | 2001-12-03 | West Columbia        | $50.000 | hardcourt  | Jennifer Embry          | Alina Zjidkova Abigail Spears       | 0-6, 6-3, 6-3 |
| 14. | 2002-07-07 | Amsterdam            | $10.000 | gravel     | Christina Horiatopoulos | Lenka Šnajdrová Ivana Višić         | 7-6, 6-4      |
| 15. | 2002-07-14 | Felixstowe           | $25.000 | gras       | Nicole Sewell           | Christina Horiatopoulos Sarah Stone | 7-6, 6-4      |
| 16. | 2002-08-04 | Vancouver            | $25.000 | hardcourt  | Renata Kolbovic         | Lauren Kalvaria Gabriela Lastra     | 7-5, 7-5      |
| 17. | 2003-07-13 | Vancouver            | $25.000 | hardcourt  | Mélanie Marois          | Nicole Sewell Andrea van den Hurk   | 7-6, 6-4      |
| 18. | 2003-10-19 | Mexico-Stad          | $25.000 | hardcourt  | Mélanie Marois          | Sarah Riske Kaysie Smashey          | 7-6, 6-2      |

## Resultaten grandslamtoernooien
| Legenda | Legenda                          |
| ------- | -------------------------------- |
| g.t.    | geen toernooi gehouden           |
| l.c.    | lagere categorie                 |
| –       | niet deelgenomen                 |
| G       | uitgeschakeld in de groepsfase   |
| 1R      | uitgeschakeld in de eerste ronde |
| 2R      | uitgeschakeld in de tweede ronde |
| 3R      | uitgeschakeld in de derde ronde  |
| 4R      | uitgeschakeld in de vierde ronde |
| KF      | uitgeschakeld in de kwartfinale  |
| HF      | uitgeschakeld in de halve finale |
| F       | de finale verloren               |
| W       | het toernooi gewonnen            |
| w-v     | winst/verlies-balans             |

### Enkelspel
geen deelname

### Vrouwendubbelspel
| toernooi        | 1998 | 1999 |    | 2001 | 2002 | 2003 | 2004 |
| --------------- | ---- | ---- | -- | ---- | ---- | ---- | ---- |
| Australian Open | –    | –    | –  | 1R   | 1R   | –    |      |
| Roland Garros   | –    | –    | –  | 2R   | 1R   | –    |      |
| Wimbledon       | –    | –    | 1R | 1R   | 1R   | 1R   |      |
| US Open         | 1R   | 1R   | –  | 2R   | 1R   | –    |      |

### Gemengd dubbelspel
| toernooi        | 2002 | 2003 |
| --------------- | ---- | ---- |
| Australian Open | –    | –    |
| Roland Garros   | –    | –    |
| Wimbledon       | 1R   | 1R   |
| US Open         | –    | –    |